# 出彩中国人
《出彩中国人》是星空传媒旗下“灿星制作”推出的真人秀节目，节目共两季。第一季于2014年2月9日至2014年4月20日每周日晚20:05在中央电视台综合频道播出。第二季于2015年3月1日起每周日晚20:05分在中央电视台综合频道播出。节目总监制由中国达人秀导演金磊担当，因此在节目方面也效仿了《中国达人秀》。与同类节目《中国达人秀》一样，节目致力于打造“零门槛”选秀节目，让拥有才华和梦想的任何一个普通人，都可以展示天赋和潜能。

## 赛程、赛制

### 初赛
节目在上海世博会通用馆举行，在选手表演期间评委可以点亮在舞台上方的“大拇指”，当三个大拇指全部亮起的时候，选手应该停止表演。如果三位评委中的多数给予选手“出彩”，则表示该选手晋级。

## 主持、评委

### 第一季
- 主持人：撒贝宁
- 评委：李连杰、周立波、蔡明

另外据报道，郭德纲、林志玲、林志颖、黄渤、谢娜等都有望坐上评委席。

### 第二季
- 主持人：撒贝宁
- 评委：周立波、蔡国庆、范冰冰、陈凯歌